# Calea metabolică de ocolire pentru biosinteza androgenilor
Calea metabolică de ocolire pentru biosinteza androgenilor este un nume colectiv pentru toate căile metabolice în care androgenii relevanți clinic sunt biosintetizați din steroizi cu 21 de atomi de carbon (pregnane) prin 5α-reducerea lor, și cu evitare (ocolire) în această cale metabolică de testosteron și/sau androstendionă. Descrisă inițial ca o cale în care 5α-reducerea a 17α-hidroxiprogesteronului duce în cele din urmă la 5α-dihidrotestosteron, de atunci au fost descoperite câteva alte căi care conduc la androgeni 11-oxigenați care sunt agoniști puternici ai receptorilor de androgeni. O cale de ocolire este cea de alternativă la calea convențională, canonică androgenă care implică testosteron și/sau androstenedionă.

## Clasificare

Numerotarea atomilor de carbon până la poziția 21 (pozițiile 18 și 19 sunt omise) într-un nucleu ipotetic de steroizi, așa cum este definit de Nomenclatura steroizilor

Căile de ocolire ale androgenilor sunt procese metabolice critice implicate în sinteza androgenilor relevanți clinic din steroizi cu 21 de atomi de carbon (pregnane) prin 5α-reducerea lor. Aceste căi apar fără implicarea testosteronului și/sau androstenedionei, care fac parte din calea androgenică convențională, canonică. Inițial, 5α-reducerea a 17α-hidroxiprogesteronului a fost descrisă în literatura medicală ca o cale care duce în cele din urmă la producerea de 5α-dihidrotestosteron. Cu toate acestea, în ultimele două decenii, au fost descoperite alte câteva căi distincte care duc la sinteza androgenilor 11-oxigenați, care sunt agoniști puternici ai receptorilor de androgeni. Mecanismul de răspuns la androgen are loc prin legarea androgenilor de receptorii androgeni citosolici, care sunt translocați în nucleu la legarea androgenilor și, în cele din urmă, reglează transcripția genelor prin elementele sensibile la androgeni. Acest mecanism de răspuns joacă un rol crucial în diferențierea sexuală masculină și pubertate, precum și în alte tipuri și procese de țesut. Descoperirea căii de ocolire către 5α-dihidrotestosteron în tammar wallaby (cangur) în 2003 a deschis noi căi pentru înțelegerea biosintezei androgenilor la oameni. Ulterior, au fost caracterizate și alte căi de tip de ocolire care conduc la androgeni puternici 11-oxigenați, oferind o perspectivă suplimentară asupra sintezei androgenilor in vivo. Înțelegerea acestor căi este critică pentru dezvoltarea unor tratamente eficiente pentru afecțiunile legate de biosinteza androgenilor. Cunoașterea căilor de ocolire ale androgenilor este importantă pentru dezvoltarea tratamentelor eficiente pentru afecțiunile legate de biosinteza androgenilor.

## Biochimie

### Biosinteza dihidrotestosteronului
[[Image:

Calea de ocolire a biosintezei de androgeni (săgeți roșii) testosteronul giratoriu încorporat în sinteza convențională a androgenilor care duce la 5α-dihidrotestosteron prin testosteron

Caracteristica principală a căii de ocolire a biosintezei de androgeni este că 17α-hidroxiprogesteronul (17-OHP) poate fi 5α-redus și în cele din urmă transformat în 5α-dihidrotestosteron (DHT) printr-o cale alternativă care ocolește intermediarii convenționali.
Calea de ocolire în biosinteza androgenilor este activată în timpul dezvoltării prenatale normale și duce la diferențierea sexuală masculină timpurie. Această cale a fost descrisă pentru prima dată la marsupiale și ulterior confirmată la oameni.
Atât calea canonică, cât și calea de ocolire a biosintezei DHT sunt necesare pentru dezvoltarea corectă a organelor genitale masculine umane, astfel încât defectele căii de ocolire a biosintezei de la 17-OHP sau progesteron (P4) la DHT duc la subvirilizare la fetușii de sex masculin, deoarece P4 placentar este precursorul DHT prin intermediul căii de ocolire de biosenteză a androgenilor.
În cazul deficitului de 21-hidroxilază sau al deficitului de citocrom P450 oxidoreductază, această cale poate fi activată indiferent de vârstă și sex, chiar și printr-o ușoară creștere a nivelurilor circulante de 17-OHP.
În timp ce 5α-reducerea este ultima transformare în calea clasică a androgenilor, este primul pas în căile de ocolire a 5α-dihidrotestosteronului, care acționează asupra 17-OHP sau P4, care sunt în cele din urmă convertite în DHT.

#### Calea 17α-hidroxiprogesteronului
Primul pas al acestei căi este 5α-reducerea a 17-OHP la 5α-pregnan-17α-ol-3,20-dionă (17OHDHP, deoarece este cunoscută și ca 17α-hidroxi-dihidroprogesteron). Reacția este catalizată de SRD5A1. 17OHDHP este apoi transformat în 5α-pregnan-3α,17α-diol-20-onă (5α-Pdiol) prin reducerea 3α de către o izoenzimă 3α-hidroxisteroid dehidrogenază (AKR1C2 și AKR1C4) ] sau HSD17B6, care are și activitate de reducere 3α. 5α-Pdiol este cunoscut și ca 17α-hidroxialopregnanolonă sau 17OH-alopregnanolonă. 5α-Pdiol este apoi transformat în 5α-androstan-3α-ol-17-onă, cunoscut și sub denumirea de androsteron (AST) prin activitatea 17,20-lază a CYP17A1 care scindează un lanț lateral (legătura C17-C20) de la nucleul steroid, transformând un steroid C21 (un pregnan) în steroid C19 (un androstan sau un androgen). AST este 17β-redus la 5α-androstan-3α,17β-diol (3α-diol) de către HSD17B3 sau AKR1C3. Etapa finală este 3α-oxidarea 3α-diolului în țesuturile țintă la DHT de către o enzimă care are activitate de 3α-hidroxisteroid oxidază, cum ar fi AKR1C2, HSD17B6, HSD17B10, RDH16, RDH5 și DHRS9. Această oxidare nu este necesară în calea androgenică clasică. Calea poate fi rezumată ca: 17-OHP → 17OHDHP → 5α-Pdiol → AST → 3α-diol → DHT.
Calea de la P4 la DHT este similară cu cea descrisă mai sus de la 17-OHP la DHT, dar substratul inițial pentru 5α-reductază aici este P4 mai degrabă decât 17-OHP. P4 placentar la fătul de sex masculin este materia primă pentru calea de ocolire de biosinteză a androgenilor care funcționează în mai multe țesuturi non-gonadale. Primul pas în această cale este 5α-reducerea a P4 către 5α-dihidroprogesteron (5α-DHP) de către SRD5A1. 5α-DHP este apoi convertit în alopregnanolon (AlloP5) prin reducerea 3α de către AKR1C2 sau AKR1C4. AlloP5 este apoi transformat în 5α-Pdiol prin activitatea 17α-hidroxilazei a CYP17A1. Calea decurge apoi în același mod ca și calea care începe de la 17-OHP și poate fi rezumată ca: P4 → 5α-DHP → AlloP5 → 5α-Pdiol → AST → 3α-diol → DHT.

### Biosinteza prin cale de ocolire a androgenilor 11-oxigenați

Căi prescurtate către androgeni 11-oxigenați cu transformări (săgeată neagră). Cele două grupuri de steroizi se disting prin configurația substituentului C17 asociată cu patru precursori diferiți. Primul grup este conversia progesteronului. Al doilea grup este conversia 17-hidroxiprogesteronului. CYP17A1 catalizează steroizii C_{21} (pregnani) la steroizi C_{19} (androstani). Unele transformări despre care se presupune că există, dar care nu s-au arătat încă că există sunt descrise cu săgeți punctate. Unele reacții mediate de CYP17A1 care transformă clasele de androgeni 11-oxigenați (cutie gri) sunt omise pentru claritate. Substanțe Δ^{5} care sunt transformate în substanțe Δ^{4} sunt de asemenea omise pentru claritate.

Există doi androgeni 11-oxigenați cunoscuți, 11-cetotestosteronul (11KT) și 11-ketodihidrotestosteronul (11KDHT), care leagă și activează receptorul de androgeni cu afinități, potențe și eficacități care sunt similare cu cele ale T și, respectiv, DHT. Unele lucrări sugerează că, deși 11OHT și 11OHDT ar putea să nu aibă activitate androgenă semnificativă așa cum se credea că o posedă, ele pot fi totuși precursori importanți ai moleculelor androgenice. Importanța relativă a androgenilor depinde de activitatea lor, de nivelurile circulante și de stabilitate. Steroizii 11OHA4 și 11KA4 au fost stabiliți ca având activitate androgenică minimă, dar rămân molecule importante în acest context, deoarece acționează ca precursori de androgeni.
1. 11β-hidroxilare de către CYP11B1 în cortexul suprarenal,
2. 5α-reducere prin SRD5A1/2,
3. 3α-reducerea/oxidarea reversibilă a cetonei/alcoolului de către AKR1C2 sau AKR1C4.[1]

## Semnificație clinică
În hiperplazia suprarenală congenitală (CAH) din cauza deficienței de 21-hidroxilază sau a citocromului P450 oxidoreductazei (POR), nivelurile crescute de 17α-hidroxiprogesteronul (17-OHP) duc la un flux prin calea metabolizcă de ocolire către 5α-dihidrotestosteron (DHT) care începe cu 5α-reducerea de 17-OHP. Această cale poate fi activată indiferent de vârstă și sex.  Excesul fetal de 17-OHP în CAH poate contribui la sinteza DHT care duce la virilizarea genitală externă la fetele nou-născute cu CAH.  Nivelurile de progesteron (P4) pot fi, de asemenea, crescute în CAH, conducând la excesul de androgeni prin calea de ocolire în biosinteza de la P4 la DHT. 17-OHP și P4 pot servi, de asemenea, ca substraturi pentru androgenii 11-oxigenați în CAH.
Nivelurile serice ale steroizilor 11-oxigenați C21 11OHP4 și 21dF au fost cunoscute a fi crescute în CAH (neclasice/clasice) începând cu aproximativ 1990, și profilurile LC-MS/MS care includ acești steroizi au avut au fost propuse pentru aplicații clinice. Pacienții cu CAH clasice care au primit terapie cu glucocorticoizi au avut niveluri serice de steroizi 11-oxigenați C19 care au fost crescute de 3-4 ori în comparație cu oamenii sănătoși. În același studiu, nivelurile de androgeni C19 11-oxigenați s-au corelat pozitiv cu androgenii convenționali la femei, dar negativ la bărbați. Nivelurile de 11KT au fost de 4 ori mai mari comparativ cu cele ale T la femeile cu afecțiune. La femeile adulte cu CAH, raportul dintre DHT produs într-o cale de ocolire metabolică față de cel produs într-o cale convențională crește pe măsură ce controlul excesului de androgeni prin terapia cu glucocorticoizi se deteriorează.  La pacienții cu CAH cu control slab al bolii, androgenii 11-oxigenați rămân crescuti mai mult de 17-OHP, servind astfel ca un biomarker mai bun pentru eficacitatea controlului bolii. La bărbații cu CAH, nivelurile de androgeni 11-oxigenați pot indica prezența tumorilor testiculelor de repaus suprarenal. Atât calea clasică a androgenilor, cât și cea din spate, către DHT sunt necesare pentru dezvoltarea genitală masculină normală. Deficiențele în calea de ocolire de biosenteză către DHT de la 17-OHP sau de la P4 duc la subvirilizarea fătului masculin, deoarece P4 placentar este un precursor al DHT în calea de ocolire metabolică.
Un studiu de caz  pe cinci pacienți 46,XY (bărbați) din două familii a demonstrat că aspectul genital atipic a fost atribuit mutațiilor în AKR1C2 și/sau AKR1C4, care operează exclusiv pe calea de ocolire a biosentezei către DHT. Mutațiile în AKR1C3 și genele implicate în calea androgenică clasică au fost excluse ca cauze pentru aspectul atipic. Rudele 46,XX (femei) ale pacienților afectați, având aceleași mutații, au fost fenotipic normale și fertile. Deși atât AKR1C2, cât și AKR1C4 sunt necesare pentru sinteza DHT într-o cale de ocolire metabolică, studiul a constatat că mutațiile în AKR1C2 au fost suficiente doar pentru întrerupere.  Cu toate acestea, aceste variante AKR1C2/AKR1C4 care conduc la DSD sunt rare și au fost raportate până acum doar în acele două familii. Acest studiu de caz subliniază rolul AKR1C2/4 în căile alternative ale androgenilor.
Sindromul de deficiență de 17,20-lază izolat datorat variantelor din CYP17A1, citocromul b5 și POR poate, de asemenea, perturba calea de ocolire către DHT, deoarece activitatea 17,20-lază a CYP17A1 este necesară atât pentru căile androgenice clasice, cât și pentru cele de ocolire metabolcă. Această deficiență rară poate duce la DSD la ambele sexe, fetele afectate fiind asimptomatice până la pubertate, când prezintă amenoree.
Androgenii 11-oxigenați pot juca roluri importante în DSD. Biosinteza fetală cu androgeni 11-oxigenați poate coincide cu etapele cheie ale producției de cortizol - în săptămânile 8-9, 13-24 și de la 31 și mai departe. În aceste etape, activitatea afectată a CYP17A1 și CYP21A2 duce la creșterea ACTH din cauza deficienței de cortizol și a acumulării de substraturi pentru CYP11B1 în căile către androgenii 11-oxigenați și ar putea provoca dezvoltarea fetală anormală a femeilor. 

## Istorie
În 1987, Eckstein ș.a. a incubat microzomi testiculari de șobolan în prezența steroizilor marcați radioactiv și a demonstrat că 5α-androstan-3α,17β-diol este produs de preferință din 17α-hidroxiprogesteron (17-OHP). În timp ce "androstanediol" a fost folosit pentru a desemna atât 5α-androstan-3α,17β-diol, cât și 5α-androstan-3β,17β-diol, „3α-diol” este folosit aici pentru a prescurta 5α-androstan-3α,17β-diol în acest context, fiind o convenție comună, și o subliniază ca derivatul 3α-redus al DHT.  Funcția 3α-diolului nu era cunoscută la acel moment.
În 2000, Shaw ș.a. a demonstrat că 3α-diol circulant mediază dezvoltarea prostatei în punga tammar wallaby tineri prin conversia la DHT în țesuturile țintă. Puciul Tammar wallaby nu prezintă niveluri circulante dimorfice sexual de T și DHT în timpul dezvoltării prostatei, ceea ce sugerează că un alt mecanism de androgenizare este responsabil. În timp ce afinitatea de legare la receptorul de androgeni al 3α-diolului este cu cinci ordine de mărime mai mică decât DHT (descris în general ca receptor de androgen inactiv), se știa că 3α-diolul poate fi oxidat înapoi la DHT prin acțiunea unui număr de dehidrogenaze.
În 2003, Wilson ș.a. a incubat testiculele unui pui de tammar wallaby cu progesteron radiomarcat pentru a arăta că expresia 5α-reductazei în acest țesut a permis o nouă cale de la 17-OHP la 3α-diol fără T ca intermediar: |17-OHP → 17OHDHP → 5α-Pdiol → AST → 3α-diol. În 2004, Mahendroo ș.a. a demonstrat că o cale nouă suprapusă operează în testiculele de șoarece, generalizând ceea ce a fost demonstrat în tammar wallaby: P4 → 5α-DHP → AlloP5 → 5α-Pdiol → AST → 3α-diol.
Termenul "cale de ocolire" ("backdoor pathway") a fost inventat de Auchus în 2004 și definit ca o cale către DHT care: 1) ocolește intermediarii convenționali androstendiona (A4) și T; 2) implică 5α-reducerea a pregnanelor cu 21 de atomi de carbon (C21) la androstani cu 19 atomi de carbon (C19); și 3) implică 3α-oxidarea 3α-diolului la DHT. Calea de ocolire a explicat modul în care androgenii sunt produși în anumite condiții normale și patologice la oameni, atunci când calea clasică a androgenilor nu poate explica pe deplin consecințele observate. Calea definită de Auchus adaugă DHT la capătul căii descrise de Wilson ș.a.. în 2003: 17-OHP → 17OHDHP → 5α-Pdiol → AST → 3α-diol → DHT. Relevanța clinică a acestor rezultate a fost demonstrată în 2012 pentru prima dată când Kamrath ș.a. au atribuit metaboliții urinari căii androgenilor de la 17-OHP la DHT la pacienții cu deficiență a enzimei 21-hidroxilază steroizi (codificată de gena CYP21A2).
Barnard ș.a. în 2017 a demonstrat căile metabolice de la steroizii C21 la 11KDHT care ocolește A4 și T in vitro într-o linie celulară derivată din cancerul de prostată, un aspect care este similar cu cel al căii de ocolire către DHT. Aceste căi nou descoperite către androgenii 11-oxigenați au fost, de asemenea, descrise ca căi de ocolire (backdoor) datorită acestei similitudini și au fost caracterizate suplimentar în studiile ulterioare.